# Magnolia (Mississipi)
Magnolia és una ciutat dels Estats Units a l'estat de Mississipi. Segons el cens del 2000 tenia 2.452 habitants.

## Demografia
Segons el cens del 2000, Magnolia tenia 2.071 habitants, 749 habitatges, i 515 famílies. La densitat de població era de 246,8 habitants per km².
Dels 749 habitatges en un 31,2% hi vivien nens de menys de 18 anys, en un 38,1% hi vivien parelles casades, en un 24,7% dones solteres, i en un 31,2% no eren unitats familiars. En el 28,6% dels habitatges hi vivien persones soles el 15,1% de les quals corresponia a persones de 65 anys o més que vivien soles. El nombre mitjà de persones vivint en cada habitatge era de 2,54 i el nombre mitjà de persones que vivien en cada família era de 3,08.
Per edats la població es repartia de la següent manera: un 24,4% tenia menys de 18 anys, un 12,3% entre 18 i 24, un 25,7% entre 25 i 44, un 22,2% de 45 a 60 i un 15,4% 65 anys o més.
L'edat mediana era de 36 anys. Per cada 100 dones de 18 o més anys hi havia 94,5 homes.
La renda mediana per habitatge era de 21.190 $ i la renda mediana per família de 25.069 $. Els homes tenien una renda mediana de 21.991 $ mentre que les dones 18.839 $. La renda per capita de la població era de 12.426 $. Entorn del 18% de les famílies i el 22,5% de la població estaven per davall del llindar de pobresa.

## Poblacions més properes
El següent diagrama mostra les poblacions més properes.